# Dipturus wengi
Dipturus wengi és una espècie de peix de la família dels raids i de l'ordre dels raïformes.

## Morfologia
- Els mascles poden assolir 112 cm de longitud total i les femelles 128.[4]

## Hàbitat
És un peix marí, de clima temperat i bentopelàgic que viu entre 486-1.049 m de fondària.

## Distribució geogràfica
Es troba a l'oceà Pacífic occidental: Austràlia.

## Observacions
És inofensiu per als humans.